# باشگاه فوتبال لیتون اورینت
باشگاه فوتبال لیتون اورینت، که معمولاً با نام اورینت شناخته می‌شود، یک باشگاه حرفه‌ای فوتبال است که در منطقهٔ لیتون، والتام فارست، لندن، انگلستان مستقر است. این تیم در لیگ یک فوتبال انگلیس (EFL League One)، که سومین سطح از سیستم لیگ فوتبال انگلستان محسوب می‌شود، رقابت می‌کند.
باشگاه فوتبال لیتون اورینت در سال ۱۸۸۱ با نام باشگاه کریکت گلین (Glyn Cricket Club) تأسیس شد. این باشگاه از سال ۱۸۸۸ بازی فوتبال را با نام "اورینت" آغاز کرد و پس از موفقیت در لیگ منطقه‌ای "کلاپتون و نواحی" (Clapton & District League)، در سال ۱۸۹۶ به لیگ لندن پیوست. دو سال بعد، نام باشگاه به "کلاپتون اورینت" تغییر یافت و در سال ۱۹۰۵ به لیگ فوتبال انگلستان راه پیدا کرد.
در سال ۱۹۲۹ از دسته دوم (Second Division) سقوط کردند و پس از جنگ جهانی دوم، نام باشگاه به "لیتون اورینت" تغییر یافت. در فصل ۵۶–۱۹۵۵ قهرمان لیگ سوم جنوب شدند و در فصل ۶۲–۱۹۶۱ موفق به صعود به دسته اول شدند، اما تنها پس از یک فصل سقوط کردند و در سال ۱۹۶۶ یک بار دیگر تنزل یافتند. در تابستان همان سال، نام باشگاه دوباره به "اورینت اف.سی." تغییر کرد و در فصل ۷۰–۱۹۶۹ با هدایت جیمی بلومفیلد (Jimmy Bloomfield) قهرمان لیگ سوم شدند.
اورینت دهه ۱۹۷۰ را در دسته دوم سپری کرد و در این مدت دو بار قهرمان جام چلنج لندن شد، به فینال جام آنگلو-اسکاتلندی ۱۹۷۷ و نیمه‌نهایی جام حذفی انگلستان در فصل ۷۸–۱۹۷۷ راه یافت. سپس در سال ۱۹۸۲ و مجدداً در ۱۹۸۵ سقوط کرد.
در سال ۱۹۸۷ نام باشگاه بار دیگر به "لیتون اورینت" بازگردانده شد. آن‌ها در فصل ۸۹–۱۹۸۸ از طریق پلی‌آف از لیگ چهارم صعود کردند اما در سال ۱۹۹۵ دوباره سقوط کردند. در فصل ۰۶–۲۰۰۵ با هدایت مارتین لینگ از لیگ دو صعود کردند. پس از آن، بری هرن (Barry Hearn) باشگاه را به تاجر ایتالیایی فرانچسکو بکتی (Francesco Becchetti) فروخت، که در دوره او طی سه سال با ۱۱ سرمربی، دو بار سقوط کردند و برای نخستین بار در ۱۱۲ سال از لیگ فوتبال انگلستان خارج شدند.
در سال ۲۰۱۷، نایجل تراویس (Nigel Travis) باشگاه را در دست گرفت و جاستین ادینبورو (Justin Edinburgh) را به عنوان سرمربی منصوب کرد. تحت این مدیریت باثبات، اورینت به فینال جام FA Trophy رسید و در فصل ۱۹–۲۰۱۸ با قهرمانی در لیگ ملی (National League) دوباره به لیگ فوتبال بازگشت. در فصل ۲۳–۲۰۲۲ با هدایت ریچی ولنز، قهرمان لیگ دو شدند.
این باشگاه دومین باشگاه قدیمی حرفه‌ای فوتبال در لندن است و میان هوادارانش با لقب "The O's" (اُز) شناخته می‌شود. رنگ لباس خانگی آن‌ها قرمز یکدست است و از سال ۱۹۳۷ بازی‌های خانگی خود را در ورزشگاه بریزبین رود برگزار می‌کنند؛ پیش از آن در ورزشگاه‌های "میل‌فیلدز" و "لیا بریج رود" بازی می‌کردند.
باشگاه فوتبال لیتون اورینت تحت مالکیت شرکت "Leyton Orient Football Club Limited" است که سهام‌دار اصلی آن شرکت "GSG LOFC Limited" به رهبری دیوید گَندلر (David Gandler) می‌باشد.